# Jonnie Efraimsson
Jonnie Efraimsson (1982)

Link zum Bild

(Bitte Urheberrechte beachten)
Jonnie Efraimsson (* 15. August 1958) ist ein ehemaliger schwedischer Fußballspieler. 1981 kam der Stürmer zu einem Länderspieleinsatz für die schwedische Nationalmannschaft.

## Werdegang
Efraimsson spielte in der Jugend bei IFK Motala und rückte Ende der 1970er Jahre in den Kader der Männermannschaft auf. Vor Beginn der Erstliga-Spielzeit 1980 wechselte er zum Stockholmer Klub Hammarby IF in die Allsvenskan. An der Seite von Sten-Ove Ramberg, Peter Gerhardsson und Kenneth Ohlsson entwickelte er sich schnell zur Stammkraft in der Offensive. Mit sechs Saisontoren war er gleich in seinem ersten Jahr gemeinsam mit Ulf Eriksson hinter dem zwölffachen Torschützen Billy Ohlsson zweitbester vereinsinterner Torschütze. Damit spielte er sich in die Nationalmannschaft, beim Auftaktländerspiel im Februar 1981 debütierte er beim 4:2-Erfolg über Norwegen im Auswahltrikot.
Auch in den folgenden Jahren gehörte Efraimsson weitestgehend zu den Stammspielern, er konnte sich jedoch nicht erneut für die Nationalelf empfehlen. In der Spielzeit 1982 zog er mit der Mannschaft ins Endspiel um den schwedischen Meistertitel ein. Zum Finaleinzug trug er mit insgesamt vier Toren in den Viertel- und Halbfinalspielen entscheidend bei. Auch im Hinspiel beim IFK Göteborg glänzte er beim 2:1-Auswärtserfolg neben Peter Gerhardsson als Torschütze, aufgrund einer 1:3-Heimniederlage im Rückspiel verpasste er jedoch den Titelgewinn. Im Sommer des folgenden Jahres führte Trainer Bengt Persson die Mannschaft in ein weiteres Endspiel, als sie im Landespokal erneut auf den IFK Göteborg traf. Ein Tor von Dan Corneliusson in der Verlängerung verhalf dem Göteborger Klub auch zu diesem Titel.
Mittlerweile ins zweite Glied gerückt, verließ Efraimsson 1984 Hammarby IF und wechselte innerhalb der Allsvenskan zum IFK Norrköping. Mit dem Aufsteiger erreichte er an der Seite von Jan Hellström, Brian McDermott und Peter Lönn das Meisterschaftsendspiel, abermals setzte sich der IFK Göteborg durch. In der folgenden Spielzeit konnte die Mannschaft den Erfolg nicht bestätigen und spielte gegen den Wiederabstieg. Mit fünf Saisontoren trug Efraimsson zum Klassenerhalt als Tabellenzehnter bei. Dennoch verließ er anschließend den Klub.
Später arbeitete Efraimsson im Trainerstab von Motala AIF.